# 第十三季超級籃球聯賽總冠軍賽
第十三季超級籃球聯賽總冠軍賽是第十三季超級籃球聯賽的最後一個系列賽程，在2016年4月16日至2016年4月24日間進行，採七戰四勝制，結果由臺灣啤酒以4比2擊敗璞園建築，拿下隊史第四座年度冠軍，歐布萊恩獲選為冠軍賽最有價值球員。

## 賽前概況
|              | 臺灣啤酒      | 璞園建築      |
| ------------ | ------------- | ------------- |
| 例行賽戰績   | 20勝10敗      | 21勝9敗       |
| 例行賽對戰   | 4勝           | 1勝           |
| 季後賽首輪   | 輪空          | 輪空          |
| 季後賽第二輪 | 4:1勝臺北達欣 | 4:2勝富邦勇士 |
| 總教練       | 閻家驊        | 麥班達        |

該季的冠軍賽是兩隊連兩年在冠軍賽對戰，前一年冠軍賽臺灣啤酒系列賽一度1比3領先，之後璞園建築連贏三場取得四連霸，今年璞園建築的洋將跟去年不一樣，身高少了4公分，使禁區的能力下降，而臺灣啤酒呂奇旻因受傷無法參賽。

## 逐場賽況

### 第一場
| 2016-4-16 19:00 |

| [ 3 ] |

| 臺灣啤酒 70–73 璞園建築                             |  |                                               |
| 得分： 歐布萊恩 22 篮板： 歐布萊恩 16 助攻： 劉錚 4 |  | 得分： 陶斯 20 篮板： 陶斯 13 助攻： 葛記豪 3 |

首節臺灣啤酒歐布萊恩連續兩次灌籃，使球隊取得領先，但璞園建築靠著施晉堯首節末段連續兩次高難度進球，使得璞園建築追近到17比19落後；第二節璞園建築靠著彭俊諺兩顆三分球超前，上半場打完璞園建築以34比33領先。
下半場前兩分鐘兩隊都無法得分，接者璞園建築開始拉開比數，一度拉開道全場最大的10分差，三節打完璞園建築以6分領先；第4節臺灣啤酒雖然一度超前，但璞園建築打出一波6比0攻勢要回領先，並領先到最後，終場璞園建築就以3分驚險勝出。

### 第二場
| 2016-4-17 19:00 |

| [ 5 ] |

| 璞園建築 72–81 臺灣啤酒                     |  |                                                 |
| 得分： 簡浩 17 篮板： 陶斯 17 助攻： 簡浩 3 |  | 得分： 劉錚 16 篮板： 歐布萊恩 17 助攻： 劉錚 5 |

首節呈現拉鋸戰，璞園建築領先一分進入次節，一度把領先拉開到6分，但蔣淯安隨後連續突破得分，使得臺灣啤酒取得兩分領先，接者璞園建築打出一波攻勢要回領先，上半場結束璞園建築五分領先。
第三節後段劉錚，才靠三分球投進個人第1球，帶動臺灣啤酒的士氣，使得前三節打完以3分差反超，第四節臺灣啤酒打出13比4攻勢，使得分差擴大到12分，璞園建築只能用三分球追分，但全隊手感不佳，最終臺灣啤酒以9分差贏球。 

### 第三場
| 2016-4-19 19:00 |

| [ 8 ] |

| 臺灣啤酒 82–77 璞園建築                               |  |                                               |
| 得分： 歐布萊恩 25 篮板： 歐布萊恩 15 助攻： 蔣淯安 4 |  | 得分： 簡浩 19 篮板： 陶斯 10 助攻： 陳世杰 4 |

首節臺灣啤酒在劉錚單節得11分帶領下，加上璞園建築進攻手感低迷，取得23比8的領先，次節開始落後的璞園建築逐漸找回進攻節奏，更在第三節得30分，把落後的分數縮小到個位數，甚至比賽結束前1分鐘追到只剩2分落後，之後蔣淯安4罰全中，使得臺灣啤酒仍以82比77獲勝。

### 第四場
| 2016-4-21 19:00 |

| [ 10 ] |

| 璞園建築 67–80 臺灣啤酒                       |  |                                                     |
| 得分： 陶斯 17 篮板： 陶斯 18 助攻： 蔡文誠 3 |  | 得分： 歐布萊恩 31 篮板： 歐布萊恩 18 助攻： 劉錚 3 |

開賽臺灣啤酒一路領先到第二節的跳電意外，重新開打後璞園建築打出一波攻勢超前，一度達8分領先，半場打完璞園建築反以35比30領先。
第三節歐布萊恩單節得19分，使得臺灣啤酒要回領先，並以10分領先進入第四節，第四節雖然一度縮小到7分差，但接下來無法縮小比分，最終臺灣啤酒80比67擊敗璞園建築。

### 第五場
| 2016-4-23 19:00 |

| [ 12 ] |

| 臺灣啤酒 61–75 璞園建築                               |  |                                               |
| 得分： 蔣淯安 17 篮板： 歐布萊恩 19 助攻： 歐布萊恩 2 |  | 得分： 陶斯 18 篮板： 陶斯 16 助攻： 蔡文誠 5 |

首節臺灣啤酒雖發生多次失誤，但歐布萊恩單節得9分，臺灣啤酒首節以14比12領先；第二節兩隊多次領先互換，半場打完璞園建築反以35比31超前。
下半場開賽不到2分鐘，璞園建築就打出7比3攻勢，之後一度拉開到10分叉，但之後臺灣啤酒打出8比1攻勢，縮小至3分差，接者璞園建築在第三節打完拉開到7分領先，更在次節一度拉開到16分領先，終場璞園建築以75比61獲勝。

### 第六場
| 2016-4-24 19:00 |

| [ 14 ] |

| 璞園建築 66–79 臺灣啤酒                         |  |                                                       |
| 得分： 蔡文誠 19 篮板： 陶斯 13 助攻： 葛記豪 5 |  | 得分： 歐布萊恩 21 篮板： 歐布萊恩 23 助攻： 蔣淯安 4 |

首節初期臺灣啤酒洋將歐布萊恩連得7分，使得球隊打出9比0開局，接者璞園建築打出12比3攻勢追平，但臺灣啤酒接者打出10比0攻勢使得臺灣啤酒以10分差進入第二節，之後2度分差達16分，接者璞園建築蔡文誠連續2顆三分球，帶動璞園建築攻勢，使得半場打完兩隊分差縮小至7分；第三節于煥亞飆進2顆三分球，帶動臺灣啤酒的攻勢，使得臺灣啤酒該節最多取得19分領先，以14分領先進入第四節，接者臺灣啤酒最多領先達20分，也讓璞園建築徹底潰敗，最終臺灣啤酒以79：66擊敗璞園建築。

## 意外
第四場比賽第二節打到剩4分47秒時，因球場電壓負載過高而發生跳電，許多球迷開啟手機的照明功能，照亮比賽現場，因須等待機電廠商處理，所以比賽延誤了約40分鐘，這是超級籃球聯賽第一次在冠軍賽發生跳電意外。

## 外部連結
- 超級籃球聯賽(新)官方網站 （页面存档备份，存于）